# 함부르크 대학교
함부르크 대학교(Universität Hamburg)는 독일 함부르크에 있는 공립 대학교이다. 약 3만 9000명 이상의 학생들이 재학하고 있어 함부르크뿐만 아니라 북독일 지역에서 가장 큰 대학교이며 독일 전체에서도 큰 규모에 속한다. 1919년 설립될 때부터 로테어바움(Rotherbaum) 구역에 본부를 두고 있다. 대학교는 6개의 학부로 나뉘며 약 150여 개의 전공을 배울 수 있다. 독일에서는 비교적 역사가 짧은 대학교임에도 6명의 노벨상 수상자들과 수많은 학자가 이 대학교를 거쳐 갔다.